# Ray Ewry
Raymond Clarence "Ray" Ewry, född den 14 oktober 1873 i Lafayette i Indiana, död den 29 september 1937 i Queens i New York i delstaten New York, var en amerikansk friidrottare som tävlade i stående hopp.
Ewry vann totalt åtta guld vid olympiska sommarspelen i början av 1900-talet, varav tre vardera i stående höjdhopp och stående längdhopp samt två i stående tresteg. Dessutom vann han två guld vid extraspelen 1906, vilka dock numera inte erkänns som olympiska spel av Internationella olympiska kommittén. Hans åtta OS-guld var rekord fram till dess att Paavo Nurmi tog sitt nionde OS-guld under olympiska sommarspelen 1928 i Amsterdam. Alla Ewrys åtta OS-guld var individuella, och det rekordet stod sig ända till olympiska sommarspelen 2008 i Peking, då Michael Phelps tog sitt nionde individuella OS-guld.
Ewrys fantastiska spänst gav honom flera smeknamn, såsom "den mänskliga grodan" och "gummimannen".

## Uppväxt
Ewry växte upp i Lafayette i Indiana. Hans mor dog när han var fem år gammal och hans far, som hade svåra alkoholproblem, klarade inte av att uppfostra sina två barn själv. Han lämnade därför över dem till en grannfamilj och försvann ur deras liv. Vid sju års ålder drabbades Ewry av polio, vilket gjorde att han hamnade i rullstol. Han fick höra att han troligen inte skulle kunna gå igen. Tack vare flera timmars envis benträning varje dag lyckades han dock besegra sjukdomen och lärde sig inte bara att gå utan även att hoppa.

## Karriär
Ewry studerade 1890–1897 till ingenjör vid Purdue University i grannstaden West Lafayette, och tävlade i friidrott och amerikansk fotboll för universitetets idrottsförening Purdue Boilermakers. Han arbetade på universitetet fram till 1899, innan han flyttade till New York. Där började han tävla för New York Athletic Club.
Ewry blev amerikansk mästare för första gången 1898 och kom att vinna 14 ytterligare titlar till och med 1910. Han hade med all sannolikhet vunnit många fler om inte stående hopp hade tagits bort från tävlingsprogrammet under sex år.
De första tre OS-gulden tog Ewry vid OS 1900 i Paris, och alla tre kom på samma dag. I stående höjdhopp vann han på 1,655 meter, vilket betraktades som nytt världsrekord. Segermarginalen var 13 centimeter, men bara tre tävlande ställde upp. Han vann även i stående längdhopp, där segerhoppet mätte 3,30 meter, 16,5 centimeter före tvåan. Här var det fyra deltagare. Han bärgade även guldet i stående tresteg, där han vann med över halvmetern på 10,58 meter. Tio tävlande deltog.
Ewry försvarade framgångsrikt alla tre gulden fyra år senare, vid OS 1904 i St. Louis. Först var det i stående längdhopp, där han vann på 3,47 meter, 20 centimeter före tvåan. Återigen var inte konkurrensen mördande; endast fyra tävlande deltog. Ewrys segerhopp var nytt världsrekord och det var fortfarande gällande när man slutade att tävla i grenen internationellt i slutet av 1930-talet. Två dagar senare vann han guld i stående höjdhopp på 1,60 meter. Segermarginalen var 16 centimeter och här var det fem deltagare. Ytterligare tre dagar senare fullbordade Ewry trippeln med guld i stående tresteg. Han var överlägsen bland de blott fyra deltagarna och vann med 38 centimeter på 10,54 meter.
Två år senare hölls extraspelen 1906 i Aten, vilka numera inte erkänns som olympiska spel av Internationella olympiska kommittén. Stående tresteg fanns inte längre på programmet, men Ewry tog guld i både stående längdhopp och stående höjdhopp. I den förra grenen vann han på 3,30 meter, 20,5 centimeter före silvermedaljören. I den senare grenen vann han på 1,56 meter, 16 centimeter före tre tävlande som delade på silvret. Han gjorde försök att sätta nytt världsrekord på 1,66 meter, men misslyckades.

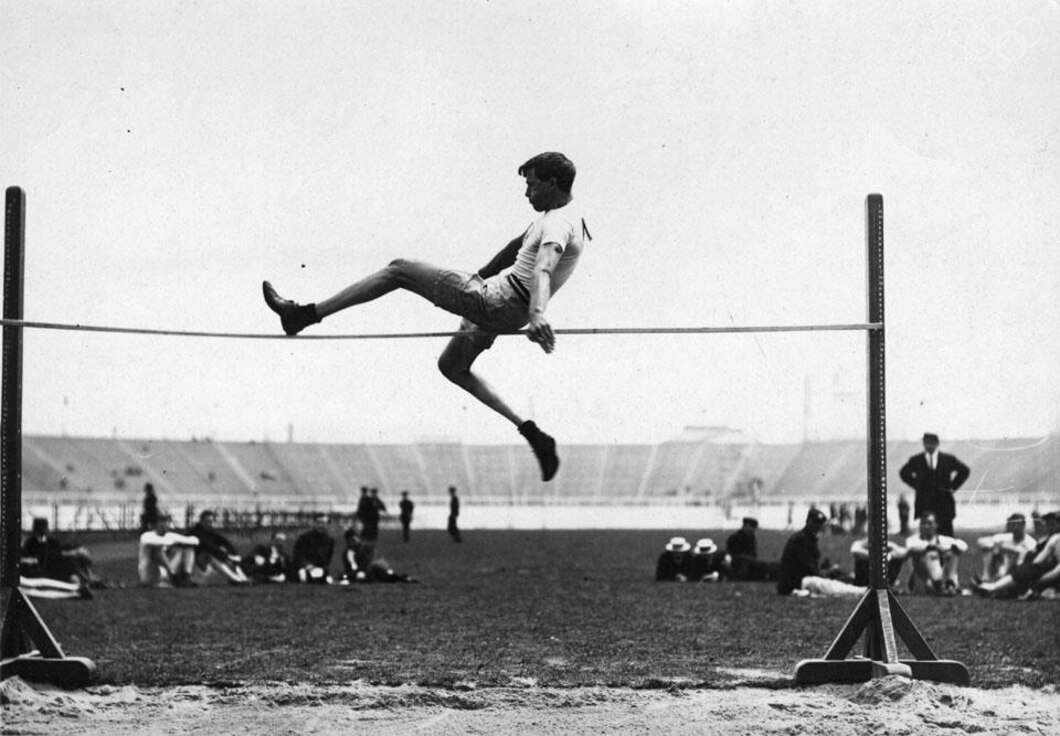
Ewry tävlar i stående höjdhopp under OS 1908 i London.

Ewrys sista OS-framträdande kom vid OS 1908 i London. Han säkerställde att han förblev obesegrad i OS-sammanhang genom att återigen vinna guld i både stående längdhopp och stående höjdhopp. I längdhoppet hoppade han som längst 3,33 meter och vann med tio centimeters marginal. I höjdhoppet kom han över 1,57 meter, vilket var två centimeter högre än vad de två silvermedaljörerna mäktade med.
Ewry gjorde ett misslyckat försök att kvalificera sig för OS 1912 i Stockholm; han fyllde senare det året 39 år och hade inte samma explosivitet i musklerna längre.
1974 blev Ewry invald i det amerikanska friidrottsförbundets hall of fame, i dess första årskull. Nio år senare valdes han in i US Olympic Hall of Fame, även här i den första årskullen.
Ewry förevigades på ett frimärke i USA 1990.
Ewrys barnbarn Thomas Carson skrev 2017 en biografi över Ewrys liv kallad Unsung: The Ray Ewry Story.

## Yrkesliv
Ewry arbetade från 1899 med att bygga skepp för USA:s flotta i och omkring New York. Han arbetade senare för staden New York med hydroteknik för att förse stadens invånare med dricksvatten.

## Privatliv
Ewry gifte sig 1900 med Nelle (eller Nellie) Johnson. Tillsammans fick paret en dotter, Mary Elizabeth. Hustrun avled 1931.

## Död
Ewry avled den 29 september 1937 i sitt hem i Douglaston i Queens i New York, efter tre månaders sjukdom. Han blev 63 år gammal.

## Personliga rekord
- Stående höjdhopp – 1,655 meter (16 juli 1900 i Paris)
- Stående längdhopp – 3,47 meter (29 augusti 1904 i St. Louis)
- Stående tresteg – 10,86 meter (1901)